# ライス・ア・ロニ

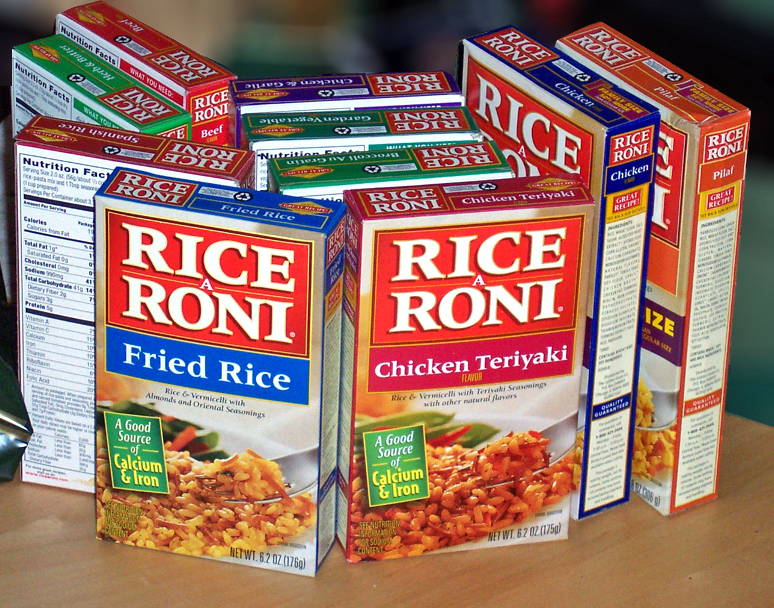
An assortment of Rice-A-Roni boxes.

ライス・ア・ロニ(Rice-A-Roni)は、ペプシコの子会社のクエーカーオーツカンパニーの製品である。コメ、ヴェルミチェッリ、調味料からなるピラフのような箱入り食品である。コメとパスタをバターで炒めた後、水と調味料を加え、煮込んだものである。

## 歴史
1895年、イタリア生まれの移民ドメニコ・"チャーリー"・デドメニコがカリフォルニア州に移住し、そこで生鮮食品の販売店を立ち上げた。商売は成功し、イタリアのサレルノ出身のマリア・フェリグノと結婚した。帰郷してパスタ工場を経営し、1912年にはサンフランシスコのミッション地区で同様の商売を始めた。Gragnano Products, Inc.という会社を興し、この地域のイタリア食材店やレストランにパスタを宅配した。
デドメニコの息子のパスキー、ビンス、トム、アンソニーは、彼と一緒に働いた。1934年、パスキーは会社の名前をGolden Grain Macaroni Companyと変えた。w:Pailadzo Captanianからもらったピラフのレシピを元に、トムの妻のルイスはコメとマカロニの料理を考案し、一家の夕食に出した。1958年、ビンスはコメとマカロニに乾燥チキンスープを加え、ライス・ア・ロニを発明した。これは1958年にアメリカ合衆国太平洋岸北西部で導入され、4年後には全国に展開した。その発祥から、"The San Francisco Treat!"と呼ばれた。
1964年のイタリアへの旅行後、ビンスはフェットゥチーネ・アルフレードを元に"Noodle Roni Parmesano"というアイデアを伴って帰国した。他の形やソースに商品群を拡張し、1995年に"Noodle Roni"は"Pasta Roni"に改名した。1986年、クエーカーオーツカンパニーはデドメニコからGolden Grain Macaroni Companyを買収し、2001年にクエーカーオーツカンパニーはペプシコに買収された。
2003年、ツリーハウス・フーズはGolden Grainの商標を購入したが、そこにライス・ア・ロニは含まれず、ペプシコに残った。

## 関連文献
- Birth of Rice-A-Roni: The Armenian-Italian Treat reported by National Public Radio